# Fricativa uvulare sonora
La fricativa uvulare sonora è una consonante, rappresentata con il simbolo [ʁ] nell'alfabeto fonetico internazionale (IPA).
In italiano tale fono è presente in alcuni parlanti come particolare realizzazione della vibrante alveolare /r/ ("erre francese").

## Caratteristiche
La consonante fricativa uvulare sonora presenta le seguenti caratteristiche:
- per il suo modo di articolazione è fricativa, perché in questo fono l'aria passa attraverso la stretta fessura formatasi tra alcuni organi all'interno della bocca;
- per il suo luogo di articolazione è uvulare, perché nel pronunciare tale suono il dorso della lingua entra in contatto con l'ugola;
- è una consonante sonora, in quanto questo suono è prodotto con la vibrazione delle corde vocali.

## In italiano
In italiano tale fono può trovarsi come allofono dell'alveolare /r/: questo fonema infatti viene realizzato in molti modi, e la fricativa uvulare, insieme alla vibrante uvulare [ʀ] e a quella sorda [χ], o all'approssimante labiodentale [ʋ], viene comunemente designata sotto il nome generico di "erre moscia". 

## Altre lingue

### Abcaso
In abcaso questo fono è la realizzazione del grafema ⟨ҕ⟩.
- цыҕ, "martora", [tsəʁ]

### Adighè
In adighè questo fono è la realizzazione dei grafemi ⟨гъ⟩.
- тыгъэ, tâğă, "sole", [təʁa] ascoltaⓘ

### Afrikaans
Nelle varianti della afrikaans della zona intorno a Città del Capo questo fono è la realizzazione del grafema ⟨r⟩, che può anche essere reso dalla vibrante [ʀ].
- rooi, "rosso", [ʁoːi̯]

### Armeno
Nel dialetto orientale dell'armeno questo fono è la realizzazione del grafema ⟨ղ⟩.
- ղեկ, "timone", [ʁɛk] ascoltaⓘ

### Berbero
Nella variante cabila del berbero questo fono è la realizzazione del grafema ⟨ɣ⟩.
- bbeɣ, "tuffarsi", [bːəʁ]

### Cinese
In cinese, questo fono rappresenta l'unico morfema subsillabico della lingua, è espresso in pinyin dalla lettera "r" posta alla fine della parola, e dal carattere 儿, e viene adoperato come vezzeggiativo, diminutivo, forma dialettale o per distinguere nomi da verbi.

### Danese
In danese standard questo fono è la realizzazione del grafema ⟨r⟩.  Tuttavia quando la consonante è iniziale è realizzata più spesso con una approssimante, mentre in altre posizioni può essere sia una fricativa (descritta anche come sorda [χ]), sia una faringale [ʕ̞].
- rød, "rosso", [ʁ̞ɶð̞]

### Ebraico
Nella variante dell'ebraico più diffusa in Israele questo fono è la realizzazione del grafema ⟨ר⟩, che però è anche pronunciato in molti altri modi diversi a seconda delle diverse provenienze dei parlanti.
- רע, "cattivo", [ʁa]

### Francese
In francese questo fono è la realizzazione del grafema ⟨r⟩, che comunque può anche essere realizzato in altri modi: oltre a [ʁ], anche [ʀ], [r], [ɾ] e [χ] sono riconosciute come ⟨r⟩, sebbene molti di questi siano considerati un indicatore della provenienza geografica del parlante (un vero e proprio shibboleth). Ad esempio [ʁ] è considerato tipico di un accento parigino, mentre [r] del sud della Francia e dell'area di Montréal.
- rester, "rimanere", [ʁɛsˈte]

### Inglese
In alcune varianti dell'inglese, tra le quali il dialetto della Northumbria (Northumbrian burr), questo fono è la realizzazione del grafema ⟨r⟩.
- red, "rosso", [ʁɛd]

### Kazako
In kazako questo fono è la realizzazione del grafema ⟨ғ⟩.
- саған, sağan, "a te" (dativo singolare), [sɑˈʁɑn]

### Neerlandese
Nelle varianti del neerlandese parlate nel Limburgo belga, nei Paesi Bassi e nelle Fiandre centrali, questo fono è la realizzazione del grafema ⟨r⟩. 
- rat, "ruota", [ʁɑt]

### Norvegese
Nei dialetti meridionali del norvegese questo fono è la realizzazione del grafema ⟨r⟩, che può essere anche approssimante o fricativa.
- rar, "strano", [ʁ̞ɑːʁ̞]

### Portoghese
Nelle varianti del portoghese parlate in Portogallo, a Rio de Janeiro e nel sud del Brasile questo fono è la realizzazione del grafema ⟨r⟩.
- carro, "automobile", [ˈkaʁu]

### Svedese
Nei dialetti meridionali dello svedese questo fono è la realizzazione del grafema ⟨r⟩.
- rör, "tubo", [ʁɶʁ]

### Tataro
In tataro questo fono è la realizzazione del grafema ⟨г⟩.
- яңгыр, yañğır, "pioggia", [jɒŋˈʁɯr]

### Tedesco
Nei dialetti della lingua tedesca parlati in Svevia, nel basso corso del fiume Reno e a Chemnitz, questo fono è la realizzazione del grafema ⟨r⟩, che nella variante standard del tedesco ammette come propri allofoni sia questa fricativa, sia la vibrante alveolare [r] o uvulare [ʀ], l'approssimante velare [ɰ] o persino l'occlusiva [q].  
- Rost, "ruggine", [ʁɔst] o [ʁ̞oʃt] (svevo)

### Yiddish
In yiddish questo fono è la realizzazione del grafema ⟨ר⟩
- רעגן, "pioggia", [ˈʁɛɡŋ]